# Associazione Calcio Montichiari 2006-2007
Questa voce raccoglie le informazioni riguardanti l'Associazione Calcio Montichiari nelle competizioni ufficiali della stagione 2006-2007.

## Stagione
Nella stagione 2006-2007 il Montichiari disputa il girone A del campionato di Serie C2, raccoglie 34 punti con il terz'ultimo posto, per ottenere la salvezza è costretto a vincere il Play-out, nel quale incrocia il Portogruaro, non va oltre lo (0-0) a Montichiari e pareggia (1-1) a Portogruaro, i due pareggi salvano il Portogruaro che ha ottenuto 36 punti in campionato. Così il Montichiari scende in Serie D dopo aver disputato otto stagioni in Serie C2. La stagione è iniziata con la conferma dell'allenatore Stefano Bonometti, sostituito da Giuseppe Baronchelli alla 25ª giornata, dopo due pari e una sconfitta dalla 28ª giornata arriva Mario Montorfano che porta a termine la stagione. Nella Coppa Italia di Serie C la squadra rossoblù disputa il girone B di qualificazione, che ha promosso il Varese.

## Rosa
| N. |                      | Ruolo | Calciatore               |
| -- | -------------------- | ----- | ------------------------ |
| -  | Italia (bandiera)    | C     | Fabio Balacchi           |
| -  | Italia (bandiera)    | D     | Simone Barca             |
| -  | Italia (bandiera)    | C     | Alessio Baresi           |
| -  | Italia (bandiera)    | C     | Davide Bersi             |
| -  | Italia (bandiera)    | D     | Fabio Calandrelli        |
| -  | Italia (bandiera)    | C     | Francesco Cigardi        |
| -  | Italia (bandiera)    | C     | Alberto Colombo          |
| -  | Italia (bandiera)    | D     | Alessandro Cornali       |
| -  | Italia (bandiera)    | C     | Diego Daldosso           |
| -  | Argentina (bandiera) | P     | Juan Manuel De La Fuente |
| -  | Italia (bandiera)    | C     | Dario Dossi              |
| -  | Italia (bandiera)    | D     | Marco Filippini          |
| -  | Italia (bandiera)    | C     | Stefano Fusari           |
| -  | Italia (bandiera)    | C     | Giordano Ligarotti       |
| -  | Italia (bandiera)    | A     | Pierpaolo Masi           |

| N. |                   | Ruolo | Calciatore          |
| -- | ----------------- | ----- | ------------------- |
| -  | Italia (bandiera) | D     | Stefano Murante     |
| -  | Italia (bandiera) | D     | Mattias Pacciarini  |
| -  | Italia (bandiera) | A     | Marco Pierobon      |
| -  | Italia (bandiera) | A     | Matteo Prandelli    |
| -  | Italia (bandiera) | D     | Vincenzo Ramundo    |
| -  | Italia (bandiera) | P     | Mauro Rosin         |
| -  | Italia (bandiera) | A     | Riccardo Sardelli   |
| -  | Italia (bandiera) | C     | Valentino Sbaccanti |
| -  | Italia (bandiera) | A     | Matteo Scapini      |
| -  | Italia (bandiera) | D     | Daniel Semenzato    |
| -  | Italia (bandiera) | C     | Francesco Signori   |
| -  | Italia (bandiera) | A     | Matteo Simoni       |
| -  | Italia (bandiera) | C     | Stefano Valente     |
| -  | Italia (bandiera) | C     | Paolo Zaccagnini    |

## Risultati

### Serie C2 girone A

#### Girone di andata
| Arbitro: | Bellè (Reggio Calabria) |

|          |           |                              |
| Masi 66’ | Marcatori | 14’ Mayr 18’ Carfora 55’ Cia |

| Arbitro: | Zanichelli (Genova) |

|                                            |           |  |
| Frau 47’ (rig.) Monaco 56’ Guariniello 83’ | Marcatori |  |

| Arbitro: | Massa (Imperia) |

|  |           |                      |
|  | Marcatori | 77’ (rig.) Ambrosoni |

| Arbitro: | Vanoli (Novara) |

|                   |           |          |
| Savoldi 8’ (rig.) | Marcatori | 38’ Masi |

| Arbitro: | D'Alesio (Forlì) |

|                |           |                   |
| Daldosso 45+1’ | Marcatori | 42’, 60’ Colurcio |

| Arbitro: | Barbirati (Ferrara) |

|               |           |  |
| Pinamonte 67’ | Marcatori |  |

| Arbitro: | Liotta (Caltanissetta) |

|               |           |             |
| Ligarotti 64’ | Marcatori | 39’ Chiaria |

| Arbitro: | Stallone (Foggia) |

|                       |           |  |
| Benin 9’ Andreini 42’ | Marcatori |  |

| Arbitro: | Fatta (Palermo) |

|                       |           |             |
| Lomi 29’ Delpiano 74’ | Marcatori | 41’ Murante |

| Arbitro: | Nasca (Bari) |

|  |           |                       |
|  | Marcatori | 45’ (rig.) Berrettoni |

| Arbitro: | Lupo (Matera) |

|              |           |                               |
| Agazzone 75’ | Marcatori | 56+1’ Murante 77’ (rig.) Masi |

| Arbitro: | Del Giovane (Albano Laziale) |

|  |           |              |
|  | Marcatori | 85’ Saviozzi |

| Arbitro: | Buonocore (Nichelino) |

|  |           |                                         |
|  | Marcatori | 18’ (rig.) Sbaccanti 37’ (aut.) Ragnoli |

| Arbitro: | Ballo (Trapani) |

|                      |           |             |
| Sbaccanti 47’ (rig.) | Marcatori | 75’ Le Noci |

| Arbitro: | Ruini (Reggio Emilia) |

|                                           |           |              |
| Taribello 9’ (rig.) Fabbrini 90+4’ (rig.) | Marcatori | 90+2’ Baresi |

| Arbitro: | La Mura (Nocera Inferiore) |

|             |           |  |
| Cigardi 89’ | Marcatori |  |

| Arbitro: | Vuoto (Livorno) |

|  |           |                     |
|  | Marcatori | 37’, 90+1’ Pierobon |

#### Girone di ritorno
| Bolzano 14 gennaio 2007 18ª giornata | Südtirol                       | 0 – 0 | Montichiari | Stadio Druso\| Arbitro: \| Corletto (Castelfranco Veneto) \| |
| Arbitro:                             | Corletto (Castelfranco Veneto) |       |             |                                                              |

| Arbitro: | Liotta (Caltanissetta) |

|               |           |                                                  |
| Masi 48’, 62’ | Marcatori | 17’ (aut.) Bersi 30’ Frau 70’ (rig.) Guariniello |

| Arbitro: | D'Agostino (Empoli) |

|           |           |                                |
| Taldo 35’ | Marcatori | 54’, 59’ Baresi 90+3’ Sardelli |

| Arbitro: | Cuscito (Firenze) |

|             |           |            |
| Scapini 82’ | Marcatori | 70’ Egbedi |

| Arbitro: | Viti (Campobasso) |

|           |           |  |
| Lonzi 38’ | Marcatori |  |

| Montichiari 18 febbraio 2007 23ª giornata | Montichiari     | 0 – 0 | Lumezzane | Stadio Romeo Menti\| Arbitro: \| Tidona (Torino) \| |
| Arbitro:                                  | Tidona (Torino) |       |           |                                                     |

| Arbitro: | Scoditti (Bologna) |

|                      |           |  |
| Volpe 22’ Meloni 29’ | Marcatori |  |

| Arbitro: | Ruini (Reggio Emilia) |

|             |           |                |
| Scapini 58’ | Marcatori | 36’ A. Colombo |

| Arbitro: | Bellè (Reggio Calabria) |

|  |           |               |
|  | Marcatori | 43’ D'Ainzara |

| Arbitro: | Ballo (Trapani) |

|                  |           |             |
| Dalle Nogare 42’ | Marcatori | 46’ Murante |

| Arbitro: | Guerriero (Catanzaro) |

|               |           |  |
| Masi 24’, 52’ | Marcatori |  |

| Arbitro: | Branciforte (Nuoro) |

|  |           |             |
|  | Marcatori | 76’ Scapini |

| Montichiari 15 aprile 2007 30ª giornata | Montichiari                  | 0 – 0 | Pergocrema | Stadio Romeo Menti\| Arbitro: \| Manera (Castelfranco Veneto) \| |
| Arbitro:                                | Manera (Castelfranco Veneto) |       |            |                                                                  |

| Arbitro: | Grazioli (Maniago) |

|             |           |  |
| Pascali 49’ | Marcatori |  |

| Arbitro: | Ferraioli (Nocera Inferiore) |

|            |           |              |
| Baresi 57’ | Marcatori | 53’ Fabbrini |

| Arbitro: | Lioce (Molfetta) |

|                                            |           |             |
| Oliveira 16’ S. Marini 22’ F. Esposito 27’ | Marcatori | 83’ Signori |

| Arbitro: | Tozzi (Ostia Lido) |

|  |           |               |
|  | Marcatori | 52’ E. Marino |

### Play-out
| Montichiari 27 maggio 2007 Andata | Montichiari          | 0 – 0 | Portogruaro-Summaga | Stadio Romeo Menti\| Arbitro: \| Cavarretta (Trapani) \| |
| Arbitro:                          | Cavarretta (Trapani) |       |                     |                                                          |

| Arbitro: | Scoditti (Bologna) |

|                |           |            |
| Mortelliti 56’ | Marcatori | 58’ Baresi |

### Coppa Italia di Serie C

#### Girone B
| Arbitro: | M. Russo (Milano) |

|                   |           |               |
| Sardelli 42’, 75’ | Marcatori | 85’ Zanoletti |

| Arbitro: | Andolfatto (Bassano del Grappa) |

|               |           |          |
| Villagatti 3’ | Marcatori | 64’ Masi |

| Arbitro: | Manera (Castelfranco Veneto) |

|                |           |                         |
| Pierobon 45+1’ | Marcatori | 49’ Guazzo 76’ Ferrario |

| Arbitro: | Santonocito (Abbiategrasso) |

|                        |           |              |
| Muchetti 32’ Salvi 89’ | Marcatori | 58’ Daldosso |

| Arbitro: | Buonocore (Nichelino) |

|              |           |  |
| Del Sante 9’ | Marcatori |  |